# Victor Ström
Carl Victor Ström, född 9 september 1981, är en svensk skådespelare. Han är utbildad på Teaterhögskolan i Stockholm och tog examen 2011.

## Filmografi (urval)
- 2001 – Familjehemligheter - Marias bror
- 2002-2004 - Spung (TV-serie) - Melas Demir
- 2004 – Fickpingis - Marias bror
- 2005 – Storm - Mormon
- 2005 – Barn av vår tid - Kristian
- 2005 – Lovisa och Carl Michael (TV-film) - Lars
- 2006 – Beck – Gamen (TV-film) - Sebastian Manell
- 2009 – Emmas film (kortfilm) - Samuel

## Teater

### Roller (ej komplett)
| År   | Roll | Produktion                         | Regi            | Teater                   |
| ---- | ---- | ---------------------------------- | --------------- | ------------------------ |
| 2021 |      | Våren vaknar Frank Wedekind        | Johan Paus      | Kulturhuset Stadsteatern |
| 2022 |      | Lilla Dödsdansen Kristian Hallberg | Elin Skärstrand | Dramaten                 |